# Câmara Municipal em Legnica

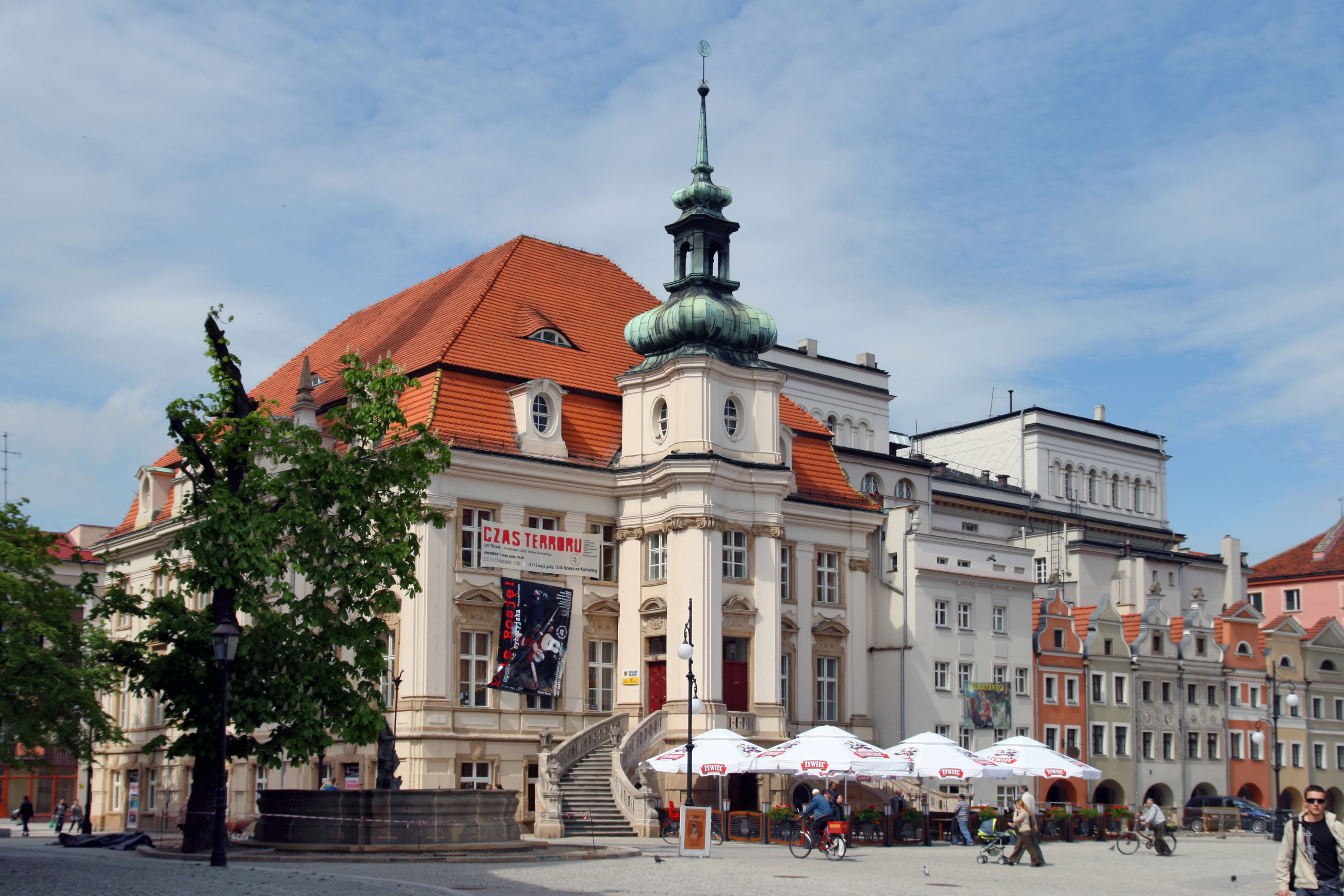
A Câmara Municipal

A Câmara Municipal em Legnica – edifício foi construído em 1905 no estilo neo-renascentista. Atualmente é sede de autoridades municipais.

## História
No resultado do desenvolvimento da cidade, no fim do século XIX ocorreu a necessidade da construção do edifício novo, maior. A nova sede das autoridades municipal de Legnica foi emergida nos anos 1902-1905 segundo o projeto de Paula Öhlmann. O edifício é o efeito de realização da primeira parte do projeto, que em total assume a construção do complexo de quatro asas com dois pátios interiores e a torre monumental. A edificação, provavelmente por causa da falta do dinheiro, nunca foi acabada.
Da decisão do conservador provincial dos monumentos do dia 14 de Abril de 1981 a construção foi inscrita ao registro dos monumentos.

## Arquitectura
Nova Câmara Municipal é um edifício pomposo neo-renascentista construído no plano da letra L. Tem cinco andares, dois avant-corpos exteriores e está encoberta pelos telhados de duas águas com lucarnas. No topo dos telhados fica uma torrezinha com um sino pequeno, os telhados são coroados por gabletes ricos neo-renascentistas. A torrezinha é corada por capacete com pequenos buracos. As fachadas são decoradas rico por detalhes arquitectónicos como: janelas salientes, bossagens e revestimentos de janelas. Os detalhes esculturais que decoram janelas salientes do Norte, ligam-se com o passado da cidade. Nos pilares da lógia foram colocados cavaleiros com os brasões de Silesia, Legnica e Reino da Prússia. No topo de frente foi repetido um cartucho com o brasão da cidade que se compõe de duas chaves cruzadas. Acima foi colocada uma figura de leão tcheco - o animal heráldico de Legnica. Os interiores de 2,5 tramos tem os corredores comunicativos e são encobertos por abóbada de berço com lunetas. A Câmara Municipal é a sede das autoridades municipais.

## Galeria

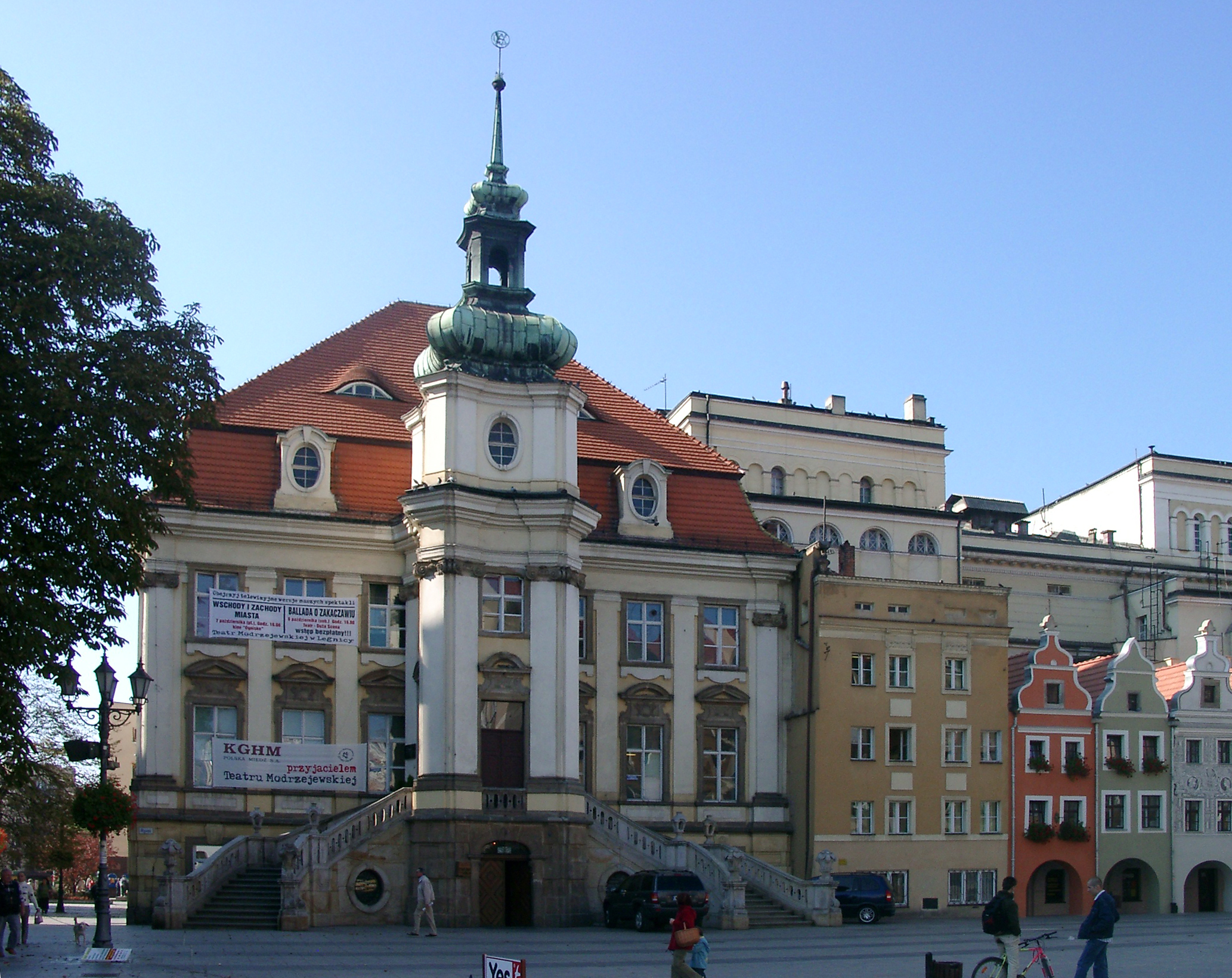
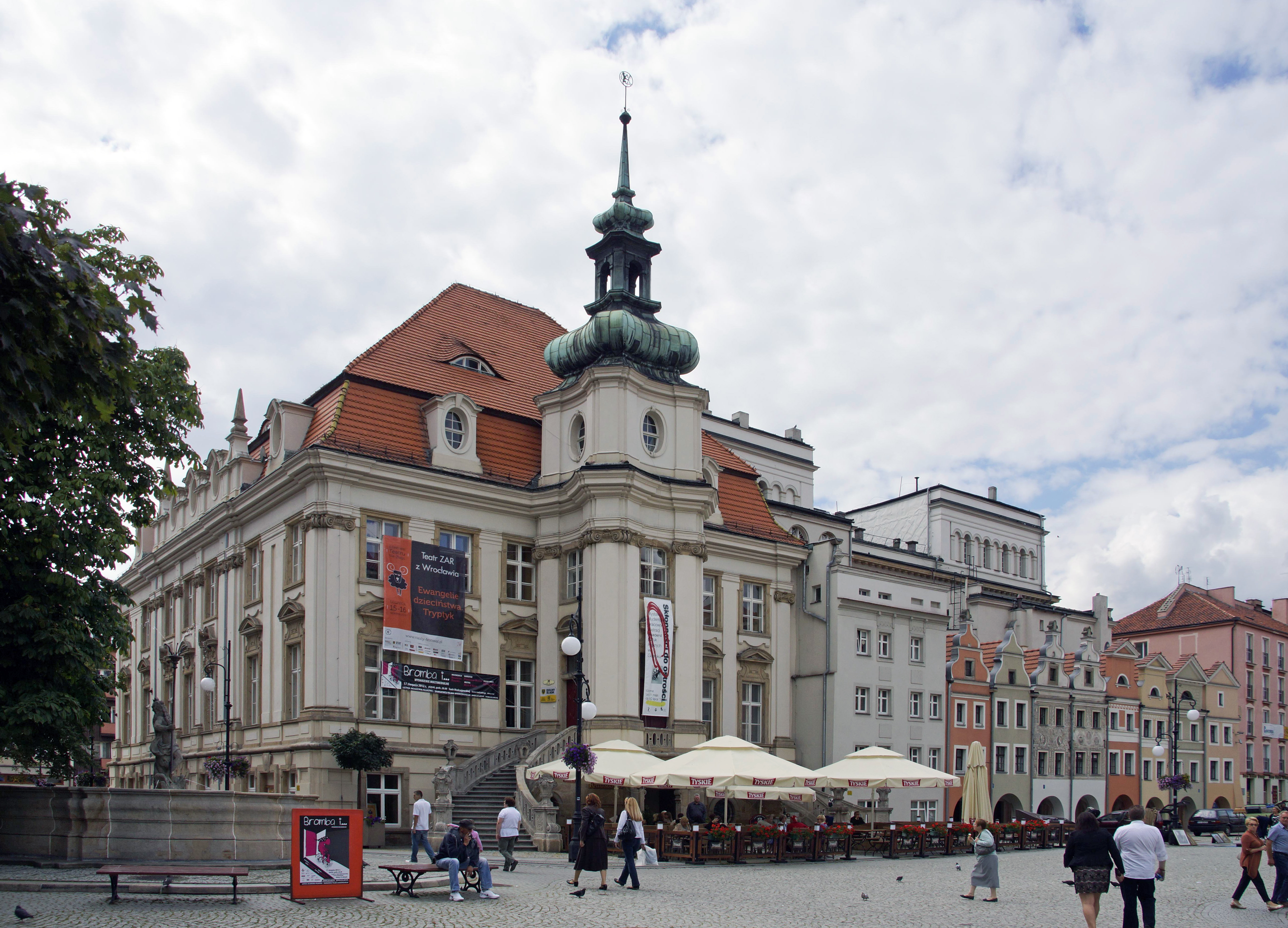
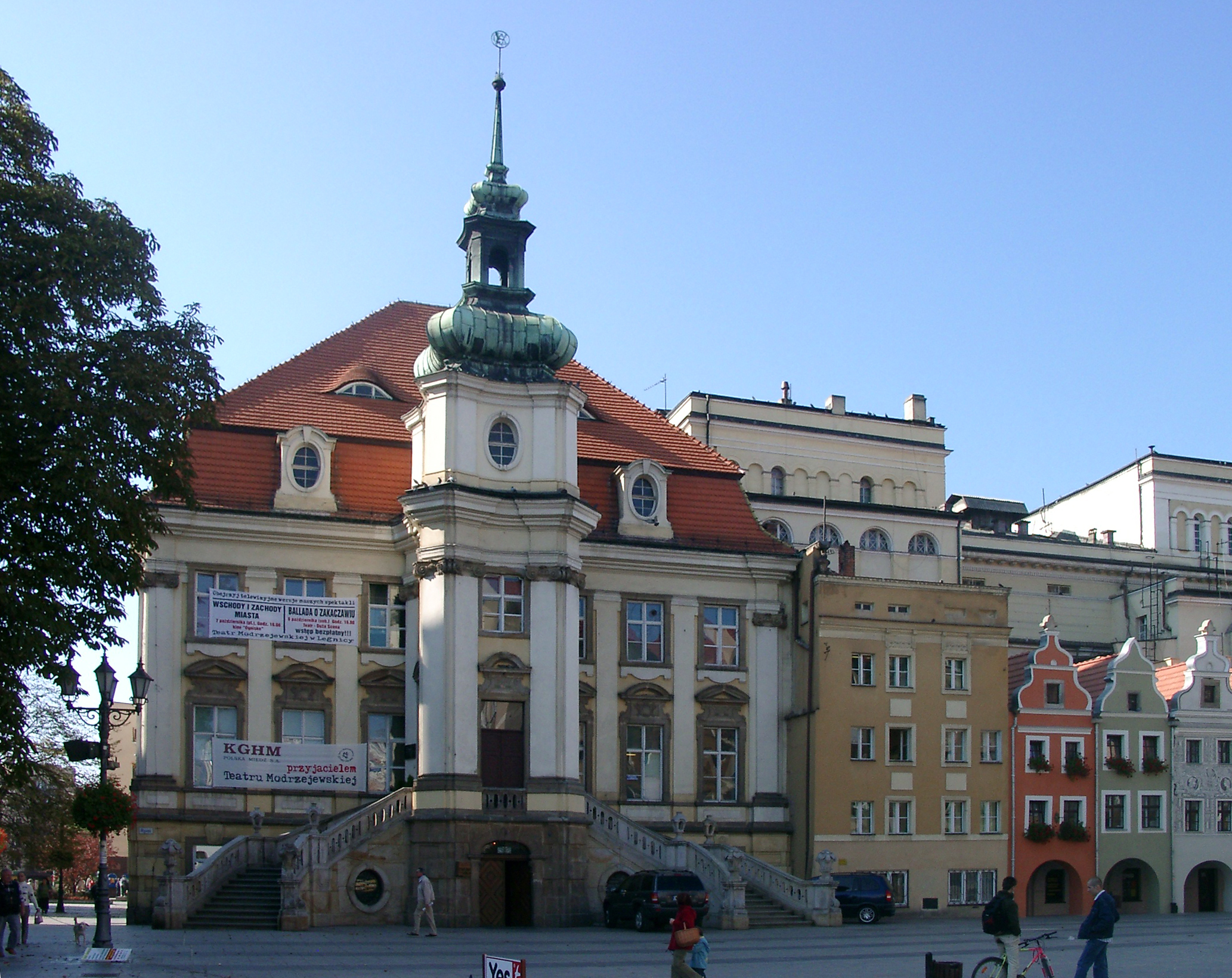
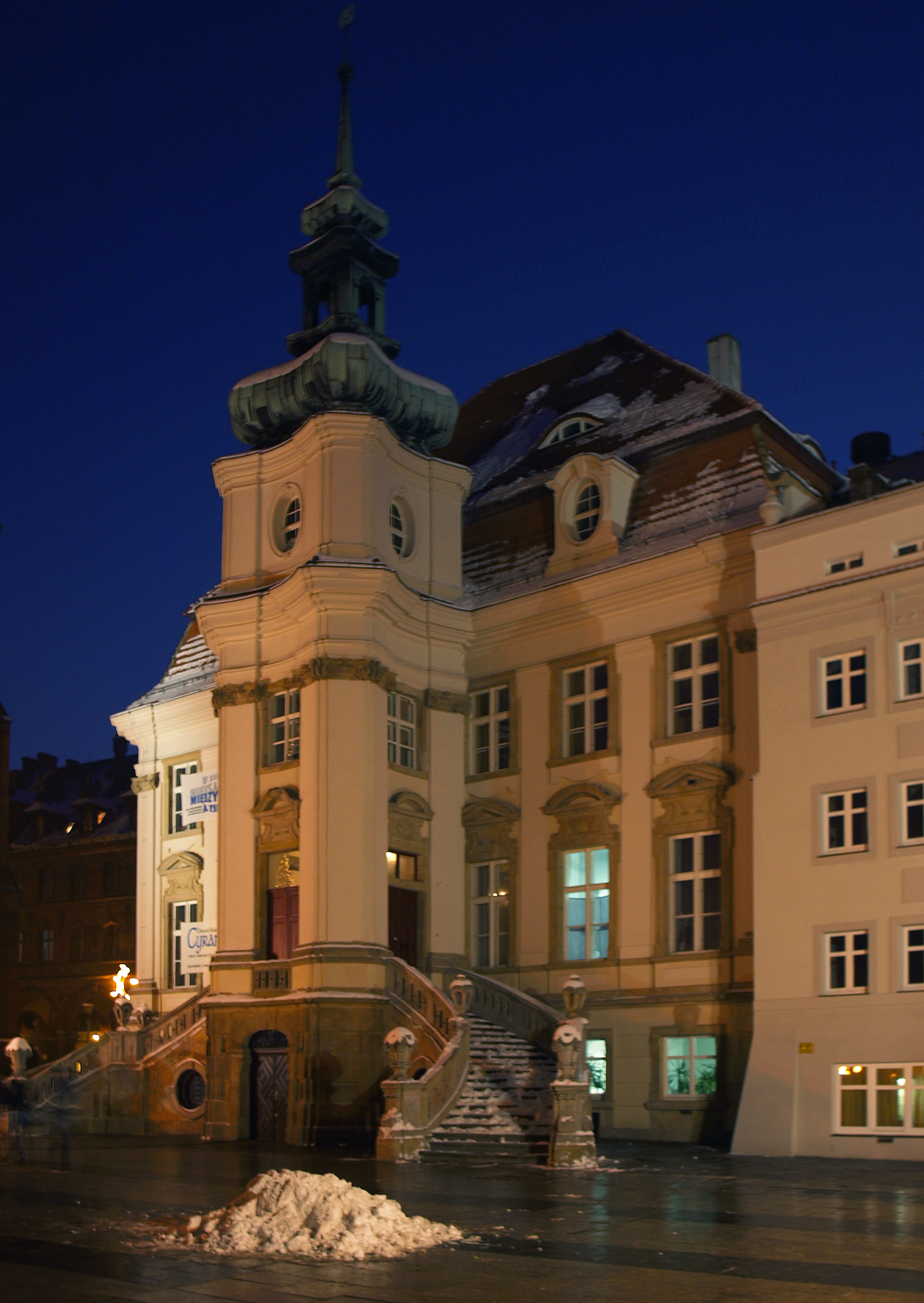